# كاتلين ستارك
كاتلين ستارك (وتسمى أيضاً كاتلين تلي) هي شخصية خيالية في رواية أغنية من الجليد و النار التي كتبها الكاتب الأمريكي جورج آر آر مارتن، هي أيضا شخصية في مسلسل لعبة العروش من إنتاج HBO. هي زوجة لورد نيد ستارك سيد ونترفيل ووالدة أبناءه الخمسة وهم روب وسانسا وآريا وبران وريكون. كما أنها قامت بتربية جون سنو ابن ليانا ستارك. وقامت بتجسيد الشخصية في المسلسل الممثلة ميشيل فيرلي وكان من المقرر أن تقوم جنيفر أيل بتجسيد الشخصية ولكنها إعتذرت لأسباب عائلية. وقد حازت ميشيل على العديد من التقدير والإعجاب بتمثيلها تحديداً في حلقة «أمطار كاستمير», وبسبب إعجابهم الشديد بها شعر الجمهور بخيبة الأمل لعدم ظهورها مرة أخرى في المسلسل رغم أن كاتلين في الرواية ستعود للحياة مرة أخرى وستطلق على نفسها اسم «ليدي ستون هارد».